# Canton de Saint-Jean-de-Braye
Le canton de Saint-Jean-de-Braye est une circonscription électorale française située dans le département du Loiret et la région Centre-Val de Loire.

## Histoire
Le canton est créé par le décret du 23 juillet 1973 par scission du canton d'Orléans-Nord-Est.
Un nouveau découpage territorial entre en vigueur en mars 2015, défini par le décret du 25 février 2014, en application des lois du 17 mai 2013 (loi organique 2013-402 et loi 2013-403). Les conseillers départementaux sont, à compter de ces élections, élus au scrutin majoritaire binominal mixte. Les électeurs de chaque canton élisent au Conseil départemental, nouvelle appellation du Conseil général, deux membres de sexe différent, qui se présentent en binôme de candidats. Les conseillers départementaux sont élus pour 6 ans au scrutin binominal majoritaire à deux tours, l'accès au second tour nécessitant 12,5 % des inscrits au 1er tour. En outre la totalité des conseillers départementaux est renouvelée. Ce nouveau mode de scrutin nécessite un redécoupage des cantons dont le nombre est divisé par deux avec arrondi à l'unité impaire supérieure. Dans le Loiret, le nombre de cantons passe ainsi de 41 à 21. Le nombre de communes du canton passe de 2 à 7.

## Représentation

### Représentation avant 2015
| Période | Période | Identité          | Étiquette | Qualité                                                |
| ------- | ------- | ----------------- | --------- | ------------------------------------------------------ |
| 1973    | 1985    | Marcel Joriot     | PS        | Retraité Maire de Saint-Jean-de-Braye (1971-1983)      |
| 1985    | 1992    | Jacques Boutonnet | PS        | Haut-fonctionnaire, Saint-Jean-de-Braye                |
| 1992    | 1998    | Gabriel Poullin   | app.RPR   | Commerçant Conseiller municipal de Saint-Jean-de-Braye |
| 1998    | 2015    | David Thiberge    | PS        | Fonctionnaire Maire de Saint-Jean-de-Braye (2008-2018) |

#### Résultats électoraux détaillés
- Élections cantonales de 2004 : David Thiberge   (PS) est élu au 2e tour avec 60,35 % des suffrages exprimés, devant Jacques Chevalier   (UMP) (39,65 %). Le taux de participation est de 66,12 % (8 846 votants sur 13 378 inscrits)[6].
- Élections cantonales de 2011 : David Thiberge   (PS) est élu au 2e tour avec 60,83 % des suffrages exprimés, devant Jacques Chevalier   (MPF) (39,17 %). Le taux de participation est de 41,98 % (6 204 votants sur 14 779 inscrits)[7].

### Représentation après 2015
| Période élective | Période élective | Mandat | Mandat   | Identité               | Nuance | Nuance | Qualité |
| ---------------- | ---------------- | ------ | -------- | ---------------------- | ------ | ------ | --- |
| 2015             | 2021             | 2015   | 2021     | Vanessa Baudat-Slimani |        | PS     | Infirmière aide opératoire Maire de Saint-Jean-de-Braye (depuis 2018)                                                               |
| 2015             | 2021             | 2015   | 2021     | Thierry Soler          |        | EELV   | Enseignant Ancien conseiller général du Canton de Chécy (2008-2015)                                                                 |
| 2021             | 2028             | 2021   | en cours | Vanessa Slimani        |        | PS     | Infirmière aide opératoire Maire de Saint-Jean-de-Braye (depuis 2018)                                                               |
| 2021             | 2028             | 2021   | en cours | Jean-Vincent Valliès   |        | DVG    | Professionnel dans l'action sociale et la protection de l'enfance Ancien conseiller régional (2008-2015) Maire de Chécy depuis 2008 |

### Résultats détaillés

#### Élections de mars 2015
À l'issue du 1er tour des élections départementales de 2015, deux binômes sont en ballottage : Vanessa Baudat-Slimani et Thierry Soler (Union de la Gauche, 34,28 %) et Dominique Depagne et François Falet (FN, 22,59 %). Le taux de participation est de 48,58 % (12 539 votants sur 25 810 inscrits) contre 49,98 % au niveau départemental et 50,17 % au niveau national.
Au second tour, Vanessa Baudat-Slimani et Thierry Soler (Union de la Gauche) sont élus avec 62,23 % des suffrages exprimés et un taux de participation de 50,27 % (7 161 voix pour 12 977 votants et 25 813 inscrits).

#### Élections de juin 2021
Le premier tour des élections départementales de 2021 est marqué par un très faible taux de participation (33,26 % au niveau national). Dans le canton de Saint-Jean-de-Braye, ce taux de participation est de 32,44 % (8 813 votants sur 27 167 inscrits) contre 32,6 % au niveau départemental. À l'issue de ce premier tour, deux binômes sont en ballottage : Vanessa Slimani et Jean-Vincent Valliès (DVG, 37,63 %) et Sabine Bonneville et Jean-François Doucet (binôme écologiste, 17,64 %).
Le second tour des élections est marqué une nouvelle fois par une abstention massive équivalente au premier tour. Les taux de participation sont de 34,36 % au niveau national, 32,79 % dans le département et 31,84 % dans le canton de Saint-Jean-de-Braye. Vanessa Slimani et Jean-Vincent Valliès (DVG) sont élus avec 64,53 % des suffrages exprimés (4 770 voix pour 8 654 votants et 27 181 inscrits),,.

## Composition

### Composition avant 2015

Situation du canton de Saint-Jean-de-Braye dans le département du Loiret avant 2015.

Le canton de Saint-Jean-de-Braye, d'une superficie de 21 km2, était composé de deux communes
.
| Nom                             | Code Insee | Codepostal | Superficie (km2) | Population (dernière pop. légale) | Densité (hab./km2) |
| ------------------------------- | ---------- | ---------- | ---------------- | --------------------------------- | ------------------ |
| Saint-Jean-de-Braye (chef-lieu) | 45284      | 45800      | 13,70            | 19 404 (2012)                     | 1 416              |
| Semoy                           | 45308      | 45400      | 7,78             | 3 245 (2012)                      | 417                |

### Composition à partir de 2015
Le nouveau canton de Saint-Jean-de-Braye comprend sept communes entières.
| Nom                                         | Code Insee | Intercommunalité  | Superficie (km2) | Population (dernière pop. légale) | Densité (hab./km2) | Modifier                                    |
| ------------------------------------------- | ---------- | ----------------- | ---------------- | --------------------------------- | ------------------ | ------------------------------------------- |
| Saint-Jean-de-Braye (bureau centralisateur) | 45284      | Orléans Métropole | 13,70            | 22 088 (2022)                     | 1 612              | modifier les données · modifier les données |
| Boigny-sur-Bionne                           | 45034      | Orléans Métropole | 7,53             | 2 106 (2022)                      | 280                | modifier les données · modifier les données |
| Bou                                         | 45043      | Orléans Métropole | 6,29             | 1 019 (2022)                      | 162                | modifier les données · modifier les données |
| Chécy                                       | 45089      | Orléans Métropole | 15,47            | 8 948 (2022)                      | 578                | modifier les données · modifier les données |
| Combleux                                    | 45100      | Orléans Métropole | 1,10             | 524 (2022)                        | 476                | modifier les données · modifier les données |
| Mardié                                      | 45194      | Orléans Métropole | 17,28            | 3 083 (2022)                      | 178                | modifier les données · modifier les données |
| Semoy                                       | 45308      | Orléans Métropole | 7,78             | 3 204 (2022)                      | 412                | modifier les données · modifier les données |
| Canton de Saint-Jean-de-Braye               | 4518       |                   | 69,15            | 40 972 (2022)                     | 593                | modifier les données                        |

## Démographie

### Évolution démographique

#### Démographie avant 2015
En 2012, le canton comptait 22 649 habitants.
| 1975   | 1982   | 1990   | 1999   | 2006   | 2011   | 2012   |
| ------ | ------ | ------ | ------ | ------ | ------ | ------ |
| 13 912 | 14 713 | 18 624 | 20 637 | 21 620 | 22 462 | 22 649 |

#### Démographie depuis 2015
En 2022, le canton comptait 40 972 habitants, en évolution de +6,15 % par rapport à 2016 (Loiret : +1,89 %, France hors Mayotte : +2,11 %).
| 2013   | 2018   | 2022   |
| ------ | ------ | ------ |
| 37 693 | 39 328 | 40 972 |

### Âge de la population
La pyramide des âges, à savoir la répartition par sexe et âge de la population, du canton de Saint-Jean-de-Braye en 2009 ainsi que, comparativement, celle du département du Loiret la même année sont représentées avec les graphiques ci-dessous.
La population du canton comporte 48,6 % d'hommes et 51,4 % de femmes. Elle présente en 2009 une structure par grands groupes d'âge légèrement plus jeune que celle de la France métropolitaine. 
Il existe en effet 145 jeunes de moins de 20 ans pour cent personnes de plus de 60 ans, alors que pour la France l'indice de jeunesse, qui est égal à la division de la part des moins de 20 ans par la part des plus de 60 ans, est de 1,06. L'indice de jeunesse du canton est également supérieur à celui  du département (1,1) et à celui de la région (0,95).
| Hommes | Classe d’âge | Femmes |
| ------ | ------------ | ------ |
| 0,1    | 90 ans ou +  | 0,3    |
| 5,0    | 75 à 89 ans  | 6,3    |
| 11,7   | 60 à 74 ans  | 13,6   |
| 19,5   | 45 à 59 ans  | 21,3   |
| 21,0   | 30 à 44 ans  | 21,7   |
| 19,9   | 15 à 29 ans  | 18,3   |
| 22,7   | 0 à 14 ans   | 18,5   |

| Hommes | Classe d’âge | Femmes |
| ------ | ------------ | ------ |
| 0,4    | 90 ans ou +  | 1,1    |
| 6,6    | 75 à 89 ans  | 9,5    |
| 13,4   | 60 à 74 ans  | 13,9   |
| 20,1   | 45 à 59 ans  | 20,0   |
| 20,3   | 30 à 44 ans  | 19,5   |
| 19,3   | 15 à 29 ans  | 17,7   |
| 19,9   | 0 à 14 ans   | 18,2   |